# Sachsenberg (Gemeinde Wernstein)
Sachsenberg ist eine Ortschaft in der Gemeinde Wernstein am Inn in Oberösterreich mit 129 Einwohnern (Stand 1. Jänner 2025).
Die Ortschaft befindet sich südlich von Wernstein in einer nach Westen zum Inn hin exponierten Lage und besteht aus der höher liegenden Rotte Sachsenberg, der weiter unten am Inn liegenden Sachsenberger-Siedlung (auch Sachsen-Siedlung) und einigen Einzellagen. Von Sachsenberg aus überblickt man den Ort Vornbach in Bayern, zudem liegt hier im Inn die Bernaschek-Insel und beginnt die Vornbacher Enge.